# 1969 na televisão
Nesta página encontram-se os fatos, estreias e términos sobre televisão que aconteceram durante o ano de 1969.

## Eventos

### Fevereiro
- 22 de fevereiro — É inaugurada a TV Caxias, afiliada da Rede Globo em Caxias do Sul, Rio Grande do Sul.

### Março
- 15 de março — Entra no ar a TV Aratu, afiliada da Rede Globo, uma das primeiras afiliadas do Nordeste.

### Junho
- 15 de junho — É refundada a TV Cultura em São Paulo, agora sob o comando da Fundação Padre Anchieta, ligado ao Governo do estado de São Paulo com o nome de TV2 Cultura.

### Julho
- 26 de julho — É inaugurada a TV Tibagi, afiliada da Rede de Emissoras Independentes em Apucarana, Paraná.

### Setembro
- 1 de setembro — É inaugurada a TV Coligadas, afiliada da Rede Tupi em Blumenau, Santa Catarina, sendo a primeira emissora de televisão do estado.
- 5 de setembro — É inaugurada a TV Ajuricaba em Manaus, Amazonas.

### Outubro
- 10 de outubro — É inaugurada a TV Difusora em Porto Alegre, Rio Grande do Sul.

### Dezembro
- 13 de dezembro — É inaugurada a TV Imembuí, afiliada da Rede Globo em Santa Maria, Rio Grande do Sul.

## Programas

### Brasil

#### Janeiro
- 6 de janeiro — Termina A Gata de Vison na Rede Globo.
- 7 de janeiro — Estreia A Última Valsa na Rede Globo.
- 14 de janeiro — Termina Passo dos Ventos na Rede Globo.
- 15 de janeiro — Estreia Rosa Rebelde na Rede Globo.

#### Fevereiro
- 18 de fevereiro
  - Termina O Retrato de Laura na Rede Tupi.
  - Termina Os Diabólicos na TV Excelsior.
- 19 de fevereiro
  - Estreia Um Gosto Amargo de Festa na Rede Tupi.
  - Termina A Pequena Órfã na TV Excelsior.
  - Estreia Vidas em Conflito na TV Excelsior.
- 20 de fevereiro — Estreia A Menina do Veleiro Azul na TV Excelsior.
- 27 de fevereiro — Termina TV0-TV1 na Rede Globo.
- 28 de fevereiro
  - Termina Ana na TV Record.
  - Termina A Última Testemunha na TV Record.

#### Março
- 3 de março
  - Estreia O Doce Mundo de Guida na Rede Tupi.
  - Estreia Os Acorrentados na TV Record.
  - Estreia Algemas de Ouro na TV Record.
- 14 de março — Termina Sítio do Picapau Amarelo na TV Bandeirantes.
- 20 de março — Estreia Viva a Revista! na Rede Globo.
- 21 de março — Termina A Muralha na TV Excelsior.
- 24 de março — Estreia Os Estranhos na TV Excelsior.
- 28 de março — Termina Legião dos Esquecidos na TV Excelsior.
- 30 de março — Termina a primeira fase do Jornal da Globo na Rede Globo.
- 31 de março — Estreia Sangue do Meu Sangue na TV Excelsior.

#### Abril
- 8 de abril — Estreia Era Preciso Voltar na TV Bandeirantes.
- 29 de abril — Termina Viva a Revista! na Rede Globo.

#### Maio
- 1.º de maio — Estreia Nino, o Italianinho na Rede Tupi.
- 3 de maio — Termina Antônio Maria na Rede Tupi.
- 8 de maio — Estreia Mister Show na TV Globo.
- 18 de maio — Termina Um Gosto Amargo de Festa na Rede Tupi.
- 20 de maio — Estreia Enquanto Houver Estrelas na Rede Tupi.

#### Junho
- 5 de junho — Termina A Última Valsa na Rede Globo.
- 6 de junho — Estreia A Ponte dos Suspiros na Rede Globo.
- 13 de junho — Termina Programa Pullman Junior na TV Record.
- 21 de junho — Termina O Doce Mundo de Guida na Rede Tupi.
- 23 de junho — Termina Vidas em Conflito na TV Excelsior.

#### Julho
- 4 de julho — Termina A Grande Mentira na Rede Globo.
- 6 de julho — Termina Casamento na TV na Rede Globo.
- 7 de julho — Estreia A Cabana do Pai Tomás na Rede Globo.
- 19 de julho — Termina Os Acorrentados na TV Record.
- 20 de julho — Termina Era Preciso Voltar na TV Bandeirantes.
- 21 de julho
  - Estreia O Bolha na TV Bandeirantes.
  - Estreia Nenhum Homem É Deus na Rede Tupi.

#### Agosto
- 2 de agosto — Termina Os Estranhos na TV Excelsior.
- 4 de agosto — Estreia Dez Vidas na TV Excelsior.
- 30 de agosto — Termina a primeira fase do Jornal da Globo na Rede Globo.

#### Setembro
- 1.º de setembro — Estreia Jornal Nacional na Rede Globo.
- 19 de setembro — Termina O Bolha na TV Bandeirantes.

#### Outubro
- 6 de outubro — Estreia Seu Único Pecado na TV Record.
- 13 de outubro — Termina Rosa Rebelde na Rede Globo.

#### Novembro
- 1.º de novembro — Termina Seu Único Pecado na TV Record.
- 10 de novembro — Estreia Véu de Noiva na Rede Globo.
- 15 de novembro — Termina A Ponte dos Suspiros na Rede Globo.
- 17 de novembro — Estreia Verão Vermelho na Rede Globo.

#### Dezembro
- 1.º de dezembro — Estreia Super Plá na Rede Tupi.
- 7 de dezembro — Termina Nenhum Homem É Deus na Rede Tupi.
- 8 de dezembro — Estreia João Juca Jr. na Rede Tupi.
- 27 de dezembro — Termina Sozinho no Mundo na Rede Tupi.

### Reino Unido

#### Outubro
- 5 de outubro — Estreia Monty Python's Flying Circus na BBC.

## Nascimentos
| Data            | Nome                 | Profissão                        | Nacionalidade              | Observações | Ref   |
| --------------- | -------------------- | -------------------------------- | -------------------------- | ----------- | ----- |
| 3 de janeiro    | Matheus Nachtergaele | ator                             | Brasil                     |             |       |
| 6 de janeiro    | Heloísa Morgado      | segunda ex-paquita da Xuxa       | Brasil                     |             |       |
| 16 de janeiro   | Daniela Escobar      | atriz e apresentadora            | Brasil                     |             |       |
| 11 de fevereiro | Jennifer Aniston     | atriz                            | Estados Unidos             |             |       |
| 15 de fevereiro | Marina Person        | atriz, cineasta e apresentadora  | Brasil                     |             |       |
| 14 de maio      | Mariana Godoy        | apresentadora e jornalista       | Brasil                     |             |       |
| 14 de maio      | Cate Blanchett       | atriz                            | Austrália                  |             |       |
| 16 de maio      | David Boreanaz       | ator                             | Estados Unidos             |             |       |
| 25 de maio      | Anne Heche           | atriz e diretora                 | Estados Unidos             | m. 2022     | [ 1 ] |
| 14 de junho     | Marcos Pasquim       | ator                             | Brasil                     |             |       |
| 30 de junho     | Dira Paes            | atriz                            | Brasil                     |             |       |
| 24 de julho     | Jennifer Lopez       | atriz e cantora                  | Estados Unidos             |             |       |
| 29 de julho     | Drica Moraes         | atriz                            | Brasil                     |             |       |
| 6 de agosto     | Andréa Rosa          | terceira ex-paquita da Xuxa      | Brasil                     |             |       |
| 9 de agosto     | Andréa Veiga         | atriz, jornalista e cantora      | Brasil                     |             |       |
| 18 de agosto    | Christian Slater     | ator                             | Estados Unidos             |             |       |
| 19 de agosto    | Matthew Perry        | ator                             | Canadá / Estados Unidos    | m. 2023     | [ 2 ] |
| 31 de agosto    | Alexia Dechamps      | atriz                            | Argentina (nasc.) / Brasil |             |       |
| 25 de setembro  | Catherine Zeta-Jones | atriz                            | País de Gales              |             |       |
| 26 de setembro  | Dan Stulbach         | ator                             | Brasil                     |             |       |
| 4 de outubro    | Gottsha              | cantora e atriz                  | Brasil                     |             |       |
| 24 de outubro   | Adela Noriega        | atriz                            | México                     |             |       |
| 6 de novembro   | Leona Cavalli        | atriz                            | Brasil                     |             |       |
| 12 de novembro  | Monalisa Perrone     | jornalista e apresentadora de TV | Brasil                     |             |       |
| 15 de dezembro  | Adriana Esteves      | atriz                            | Brasil                     |             |       |
| 31 de dezembro  | Lance Reddick        | ator e músico                    | Estados Unidos             |             |       |
| ??              | Catarina Portas      | jornalista e empresária          | Portugal                   |             | [ 3 ] |

## Mortes
| Data        | Nome        | Profissão | Nacionalidade  | Observações | Ref   |
| ----------- | ----------- | --------- | -------------- | ----------- | ----- |
| 9 de agosto | Sharon Tate | atriz     | Estados Unidos | n. 1943     | [ 4 ] |